# Banyuanyar (Banjarsari)
Banyuanyar is een bestuurslaag in het regentschap Surakarta van de provincie Midden-Java, Indonesië. Banyuanyar telt 11.909 inwoners (volkstelling 2010).